# Emma Pooleyová
Emma Jane Pooleyová (* 3. října 1982 Londýn) je anglická sportovkyně, která se věnuje silniční cyklistice, maratonskému běhu, duatlonu a triatlonu. Žije ve Švýcarsku, vystudovala geotechnické inženýrství na Spolkové vysoké technické škole v Curychu.
Získala stříbrnou medaili v individuální časovce na LOH 2008 a byla šestá na LOH 2012, na mistrovství světa v silniční cyklistice vyhrála individuální časovku v roce 2010 a byla třetí v roce 2011, v roce 2012 získala bronzovou medaili v časovce družstev s týmem AA Drink–leontien.nl. Byla mistryní Velké Británie v časovce v letech 2009, 2010 a 2014 a v závodě s hromadným startem v roce 2010, na Hrách Commonwealthu v roce 2014 získala stříbro v časovce i závodě s hromadným startem. Vyhrála jednorázový závod Trofeo Alfredo Binda-Comune di Cittiglio 2008 a etapové závody Tour de Bretagne Feminin 2008, Tour de l'Aude Cycliste Feminin 2010 a Tour Cycliste Féminin International de l'Ardèche, byla druhá na Giro d'Italia Femminile 2011 a na Tour de Feminin 2013.
Jako běžkyně vyhrála Lausannský maratón 2013, v letech 2014 až 2017 se stala čtyřikrát po sobě mistryní světa v Powerman Duathlonu, v roce 2017 vyhrála mistrovství Evropy v duatlonu. Je vítězkou Swissman Xtreme Triathlonu 2013 a francouzského triatlonu Embrunman 2015.